# Homonyx wagneri
Homonyx wagneri är en skalbaggsart som beskrevs av Soula 2010. Homonyx wagneri ingår i släktet Homonyx och familjen Rutelidae. Inga underarter finns listade i Catalogue of Life.